# Chiaravalle, Marche
Chiaravalle là một đô thị ở tỉnh Ancona trong vùng Marche, nằm cách 15 km về phía tây của Ancona. Tại thời điểm ngày 31 tháng 12 năm 2004, đô thị này có dân số 14.397 và diện tích là 17,4 km².
Đô thị Chiaravalle có các frazione (subdivision) Grancetta.
Chiaravalle giáp các đô thị sau: Camerata Picena, Falconara Marittima, Jesi, Monte San Vito, Montemarciano.